# José Manuel Carabalí
José Manuel Carabalì est un athlète vénézuélien, né le 6 janvier 1970. Il est spécialiste du 200 m.
Il a réalisé 20 s 99 à Ciudad de Guatemala le 12 mai 2002. Il détient le record du Venezuela sur relais 4 × 100 m.